# 린핑구
린핑구(한국어: 린핑구, 중국어:临平区 , 병음: )는 중화인민공화국 저장성 항저우시의 현급 행정구역이다. 넓이는 286km2이고, 인구는 2022년 기준으로 119,000명이다.

## 행정 구역
7개 가도, 1개진을 관할한다.
- 가도:临平街道,南苑街道,东湖街道,星桥街道,乔司街道,运河街道,崇贤街道
- 진: 塘栖镇